# Ildefonso Rodríguez
Ildefonso Rodríguez (León, 1952) es un poeta y músico español.

## Biografía
Es saxofonista, se mueve en el ámbito del jazz. Dirige el aula-taller de improvisación en la escuela municipal de música de León, donde también es profesor de saxo. Fue miembro fundador de las revistas Cuadernos leoneses de poesía y El signo del gorrión.
Vive en Villabalter (León).
Su pasión por la escritura, primero, y por la música, después, le llevó a publicar su libro-disco Inestables, intermedios.
Ha recibido dos premios literarios: el Rafael Alberti por Mis animales obligatorios y la Bienal Provincia de León por La triste estación de las vendimias. Su obra aparece en algunas antologías como Esto era y no era (Ámbito, 1985), La prueba del nueve (Cátedra, 1994) y Fruta extraña. Casi un siglo de poesía española del jazz (Fundación José Manuel Lara, 2013).
Su estilo narrativo podríamos calificarlo de surrealista.
Dentro del ámbito musical ha participado en varias ediciones del Festival Internacional de Música Improvisada, Hurta Cordel, con distintas formaciones: Orquesta FOCO, En Crudo, Quinteto Jazzanga Clan y Sin Red. También formó parte de la orquesta de improvisación de Butch Morris. Ha formado parte del quinteto de Cova Villegas y fue fundador del cuarteto Dadajazz.
Actualmente dirige la formación musical Jaula 13 y escribe en la publicación digital Tam-Tam Press.

## Obra
Poesía
- Mantras de Lisboa (Ediciones Portuguesas, Valladolid, 1986)
- Libre volador (Libros de la Peonza, Arenas de San Pedro, 1988)
- La triste estación de las vendimias (Premio Fray Bernardino de Sahagún. Provincia, León, 1988)
- el elefante Celebes (plaquette, Veneno, n.º 53, Valladolid, 1990)
- Mis animales obligatorios (Premio Rafael Alberti.  Renacimiento, Sevilla, 1995. Traducido al francés por Martine Joulia y Jean-Yves Bériou, Mes animaux obligatoires, Antoine Soriano Éditeur, París, 2000)
- Coplas del amo (Icaria, Barcelona, 1997)
- Suave y confuso (plaquette, Nómadas, Oviedo, 1998)
- Política de los encuentros (Icaria, Barcelona, 2003)
- Escondido y visible (Poesía reunida. Editorial Dilema, Madrid, 2008)
- Inestables, intermedios (Eolas, León, 2014)
- Ciclo Tierra de Campos (inacabado). Aventuras de tres amigos en los tiempos del nacionalcatolicismo (Malasangre, Oviedo, 2019)

En colaboración
- Escrituras materiales (Libro colectivo, Oviedo, 1972)
- Coplas del amo (plaquette, con ilustraciones de Pilar Marco, Los infolios, n.º 13, Valladolid, 1996)
- prose des rêves (plaquette, con ilustraciones de Sylvain Paris, Noir el Blanche, n.º 13, Le Havre, 1998)
- Escondido y visible (con el pintor Esteban Tranche, León, 2000)
- Despierto y por la calle (calendario, con fotografías de Andrés Edo, Ayuntamiento de León, 2000)
- Chambre d'écho (plaquette, en colaboración con Anne-Marie Beeckman y Jean-Yves Bériou. Cámara de resonancia, Barcelona, 2001)
- 8 improvisaciones para Javier Fernández de Molina (catálogo,  El Tinglao, Fundación Rodríguez-Acosta, Granada, 2001)
- El fumador sentado (plaquette, con ilustraciones de Arturo Portillo, Escuela de arte de Mérida, 2005)
- El dedo en el ojo (v.a., con fotografías de Miguel Bermejo, TTT, Zamora, 2006)
- Naturalezas (plaquette, con ilustraciones de Francisco Suárez, Escuela de Arte de Mérida, 2007)
- Automáticos (en colaboración con Miguel Suárez y María Murciego, Ediciones Leteo, León, 2009)
- Mandolina y jaula ante un espejo (en colaboración con el poeta sevillano Francisco Deco, Animal Sospechoso Editor, Ciempozuelos, 2019)

Narrativa
- Son del sueño (Ave del paraíso, Madrid, 1998)
- El jazz en la boca (Dossoles, Burgos, 2007)
- Disolución del nocturno (Amargord Ediciones, 2013)
- Informes y teorías (Eolas Ediciones, León, 2018)
- La belleza de los muertos (Eolas Ediciones, León, 2022)
- Pliegue a pliegue. El libro de Tomás. Con Tomás Salvador González [1952-2019] (libros de la resistencia, Madrid, 2024)